# Övrasjö, Småland
Övrasjö är en sjö i Växjö kommun i Småland och ingår i Mörrumsåns huvudavrinningsområde. Sjön är 3,7 meter djup, har en yta på 4,96 kvadratkilometer och befinner sig 173 meter över havet. Sjön avvattnas av vattendraget Mörrumsån (Åbyån). Vid provfiske har bland annat abborre, braxen, gädda och lake fångats i sjön.

## Delavrinningsområde
Övrasjö ingår i det delavrinningsområde (633023-144553) som SMHI kallar för Utloppet av Övrasjö. Medelhöjden är 200 meter över havet och ytan är 45,89 kvadratkilometer. Räknas de 24 avrinningsområdena uppströms in blir den ackumulerade arean 591,55 kvadratkilometer. Avrinningsområdets utflöde Mörrumsån (Åbyån) mynnar i havet. Avrinningsområdet består mestadels av skog (66 %). Avrinningsområdet har 5,95 kvadratkilometer vattenytor vilket ger det en sjöprocent på 13 %.

## Fisk
Vid provfiske har följande fisk fångats i sjön:
- Abborre
- Braxen
- Gädda
- Lake
- Löja
- Mört
- Siklöja
- Sutare